# Farkas András (reformátor)
Farkas András vagy humanista nevén Andreas Lupus (Esztergom, ? – 1531 után) 16. századi magyar író.

## Élete
Esztergomi származású, 1531. október 18-ától a Wittenbergi Egyetem diákja; Gálszécsi Istvánnal, diáktársával szoros barátságban volt. Ezt a barátságot hazatérve is ápolták. Farkas reformátori tevékenykedéséről semmi tudomásunk sincs, ha csak nem ő az az András pap, ki egy Péter nevű pappal együtt 1547-ben Debrecenben tartózkodott. Hihetővé teszi ezt Farkasnak azon  politikai pártállása is, mellyel magát János király hívének vallja.

## Műve
- Cronica de introductione Scyttarum in Vngariam et Iudeorum de Aegypto. Krakkó, 1538. 8-rét 16 lapon. Gálszécsinek A Keresztyéni Tudományról való rövid Könyvecskéje című munkájával együtt került nyomtatásra s azzal összefűzve jelent meg úgy, hogy a nyomtatási hely és évszám is csak Gálszécsi munkájának címlapjain állt; Farkas Cronicája pedig mint függelék, helyet és évszámot nem viselő címmel lett hozzácsatolva.  Gálszécsi munkája végleg elveszett.

E verses krónikának három szövegváltozata maradt fenn: az első azon 1552 után készült lenyomat, mely a Hoffgreff-énekeskönyv M2–O4. levelén a következő cím alatt látható: Miképpen az wr isten izraelnec nepet egiptomból es hasonlokeppen az magyarokat szithiabol kihoszta (a 20. század elején egyik példányát az Erdélyi Múzeum könyvtárában őrizték); a másodikat Bornemisza Péter énekeskönyvének (Detrekő, 1582) 263-267. levelén olvashatjuk Az sido es magyar nemzetről címmel; a harmadik pedig egy 18. századi s nem Cornides Dániel által írt másolat (a Magyar Tudományos Akadémia Könyvtárába került).
Miképpen az Vristen stb.; szövegét Toldy Ferenc is kiadta (A magyar nyelv és irodalom kézikönyve. Pest, 1855. I.; végre Szilády Áron a Magyar Költők Tárában Budapest, 1880. II. 13-24. l. újra kiadta: Az zsidó és magyar nemzetről c.; az egész 354 verssorból áll.) Cornidesnél és Hoffgreffnél különböző, némileg módosított hangjegyek állnak az ének kezdetén, melyek közül az eredetinek tartható Cornides-félét megfejtve, énekre és zongorára átírva kiadta Mátray Gábor (in: Történeti, bibliai és gúnyoros magyar énekek dallamai a XVI. századból. Pest, 1859. 1-8. old.) Ezek a nyomtatásban megjelent legrégibb magyar hangjegyek.